# 楔齒龍屬
楔齒龍屬（屬名：Sphenacodon）屬於盤龍目楔齒龍科，楔齒龍科是獸孔目的近親。楔齒龍身長約3公尺，生存於早二疊紀的北美洲，尤其是德州與新墨西哥。
楔齒龍的脊椎神經棘很長，可能作為大量的背部肌肉附著用，使得楔齒龍可用力地撲向獵物。雖然楔齒龍的脊椎神經棘很長，但牠們沒有異齒龍的帆狀物。楔齒龍、異齒龍與其他楔齒龍類有接近親緣關係。楔齒龍的頜部厚重、牙齒健壯，具有長的犬齒與切割用牙齒，顯示牠們是肉食性動物。

## 圖片集

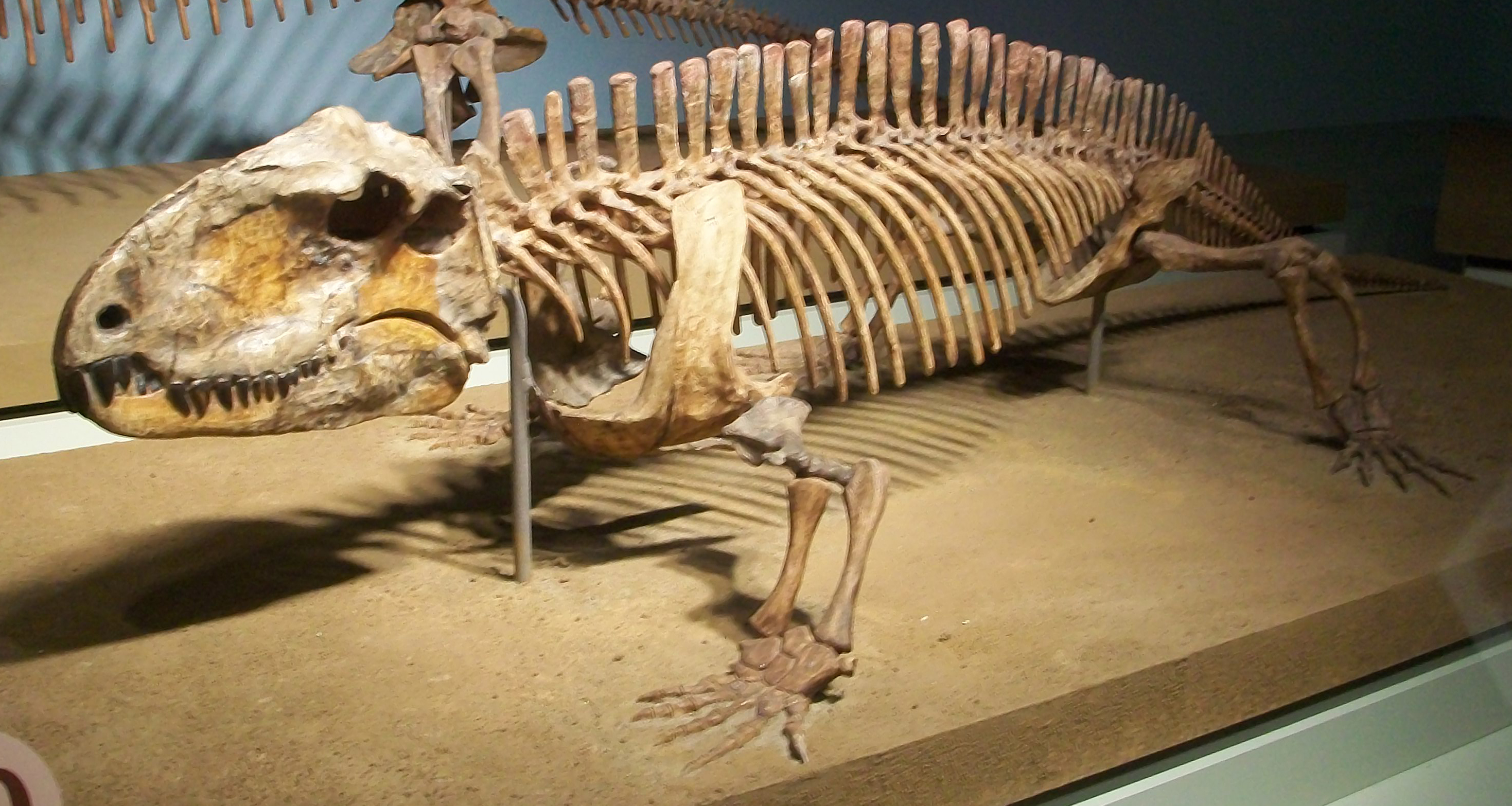
楔齒龍的骨架模型
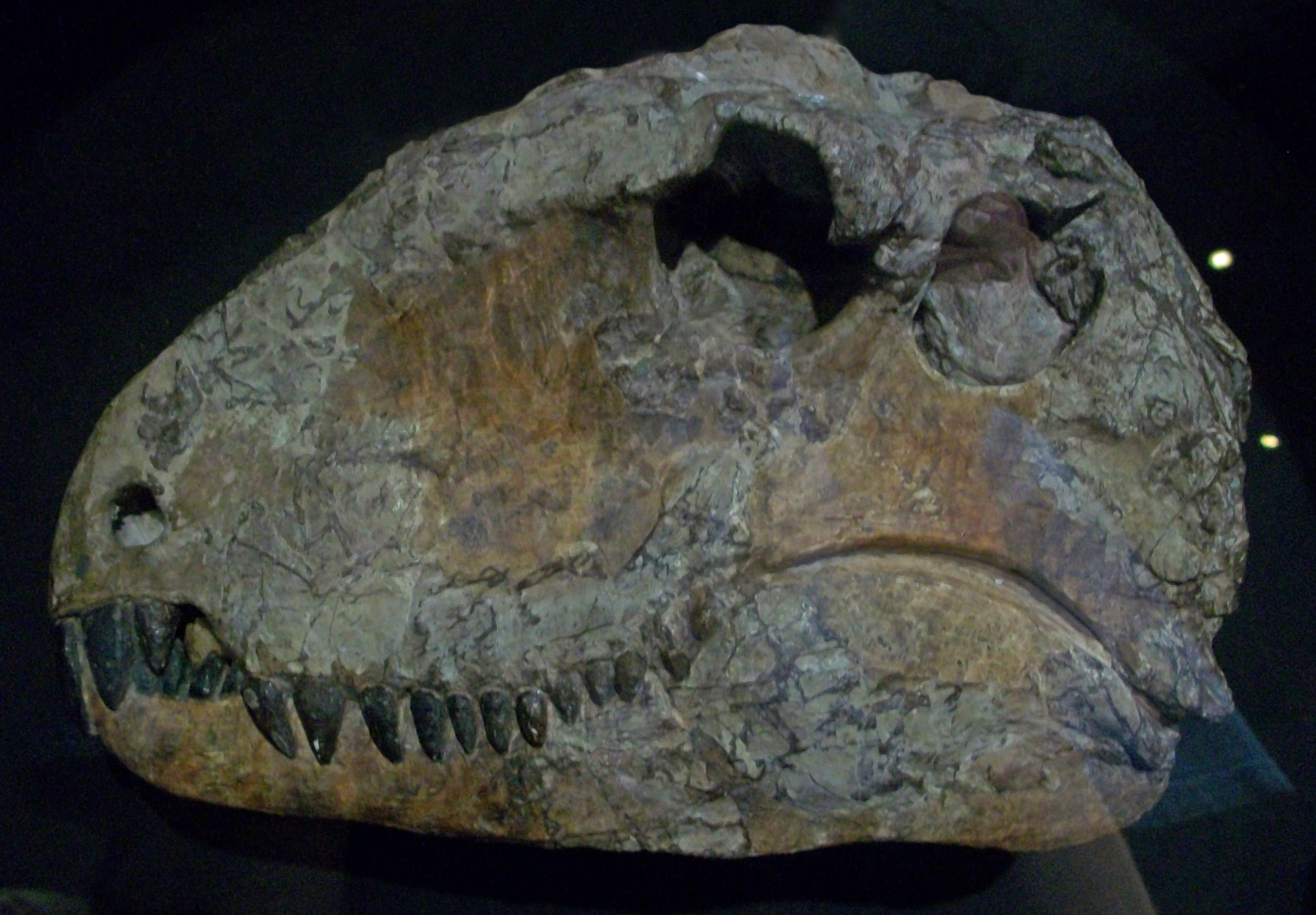
楔齒龍的頭顱骨
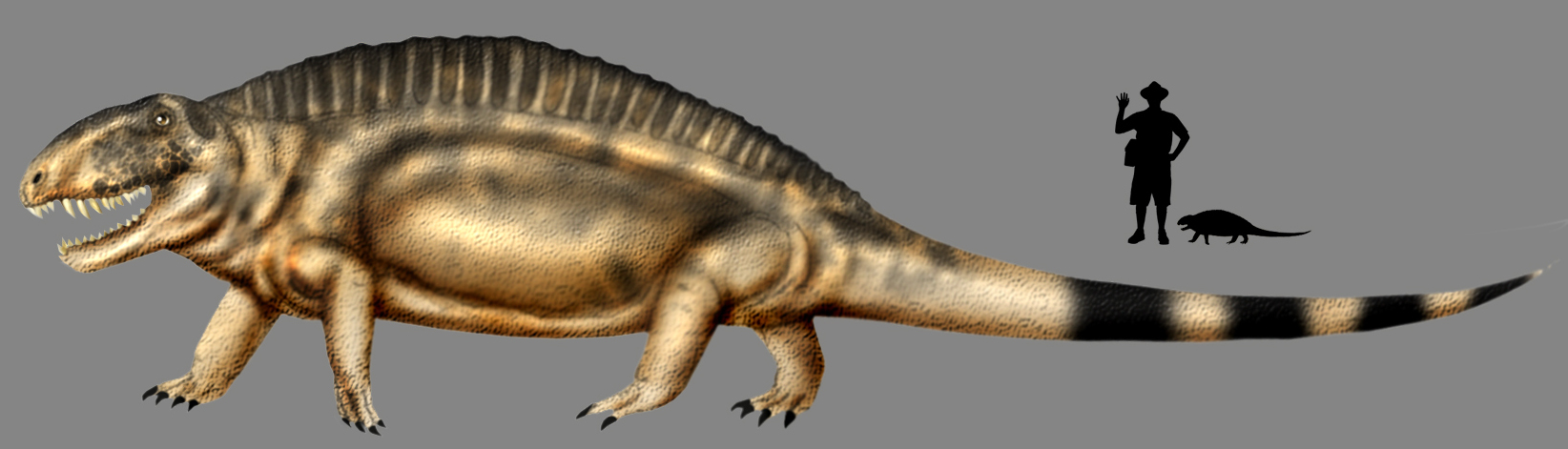
楔齒龍與人類的體型相比圖
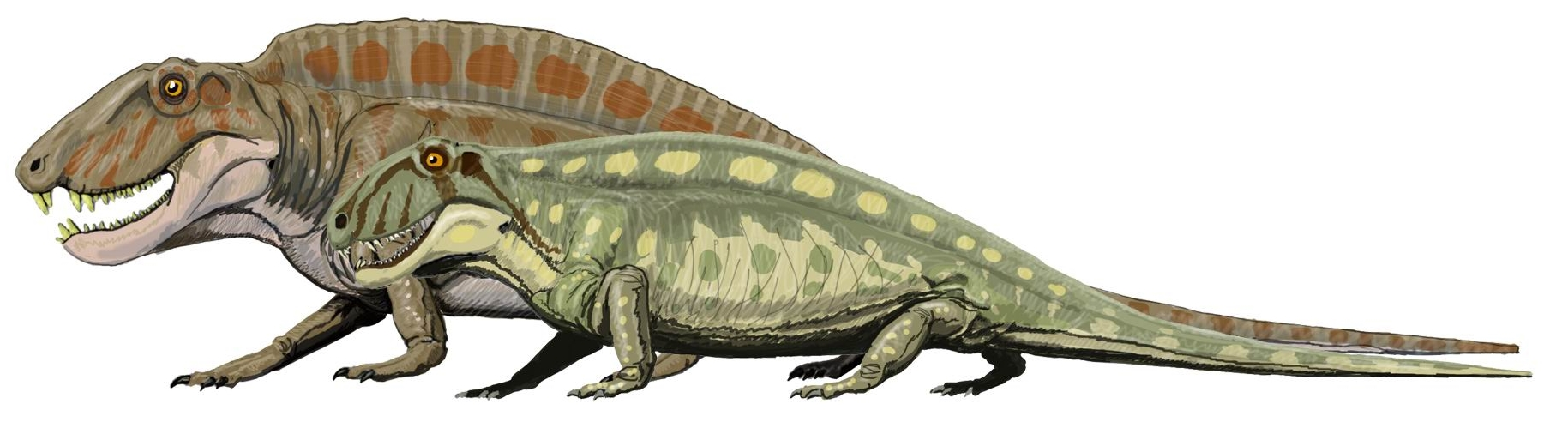